# فرد هاس
فرد هاس (انگلیسی: Fred Haas؛ ۳ ژانویهٔ ۱۹۱۶ – ۲۶ ژانویهٔ ۲۰۰۴) یک گلف‌باز بود.